# مارسين نواك (ملحن)
مارسين نواك (بالبولندية: Marcin Nowak)‏ هو ملحن وكاتب أغاني وشاعر بولندي، ولد في 17 أكتوبر 1975 في تارنوف في بولندا.

## وصلات خارجية
- الموقع الرسمي
- مارسين نواك على موقع ميوزك برينز (الإنجليزية)
- مارسين نواك على موقع ديسكوغز (الإنجليزية)